# Генуэзские башни и мосты
Генуэзские башни и мосты — цепь прибрежных башен, расположенных вдоль побережья Корсики, и комплекс мостов на острове, построенных в период генуэзского господства.
Большинство башен расположены на Корсике, но также встречаются на островах Эльба и Капрайя, в Табарке в Тунисе, в районе Бейоглу в Турции и на крымском побережье — у Балаклавы, Инкермана, Керчи. Во Франции некоторые из корсиканских башен являются историческими памятниками.

## Генуэзские башни
Корсиканский береговая линия усеяна башнями, которые стали символом острова. Хотя не все они генуэзского происхождения, как правило, их называют «генуэзскими башнями». Строительство этих башен было спровоцировано захватом Константинополя турками в 1453 году: с этого времени турецкие разбойники начали набеги на генуэзские владения. Строительство башен началась в XVI веке по просьбе сельских общин, чтобы защитить население от пиратов.
В 1530 году Генуэзская республика отправила двоих специальных уполномоченных, Паоло Баттисту и Франческо Кальво Дориа, чтобы осмотреть башни и укрепления, ответственные за защиту острова от набегов. На тот момент Корсика располагала 23 башнями. С 1531 года на корсиканском побережье было построено ещё 90 башен, в том числе 32 на северном мысе Корс. Работы велись под руководством двух новых специальных уполномоченных — Себастьяно Дориа и Пьетро Филиппо Гримальди Подио. Цепь башен и укреплений позволила защитить жителей острова от нападения берберских пиратов и других опасностей с моря. В 1730 году на острове насчитывалось 120 башен. Ныне из 85 башен, описанных в начале XVIII века, сохранилось 67.
На соседнем острове Сардиния, в период арагонского и испанского владычества с 1297 до начала 1700-х годов, была возведена похожая система обороны, только сторожевые башни получили название «испанских башен».

### Характерные черты
Гарнизон башен насчитывал от двух до шести бойцов, набранных из местных жителей. Эти солдаты постоянно проживали в башне. Покидать башню (для закупки продовольствия или получения жалования) им полагалось исключительно по одному. Солдаты гарнизона поддерживали сигнальный огонь, а по утрам и вечерам обходили окрестности. В случае тревоги сигнал давался на террасе в верхней части башни, это был дым, огонь или звук Culombu — большой раковины, предупреждавший о приближении враждебного корабля. Некоторым гарнизонам приходилось защищаться против захватчиков, о чём свидетельствует нахождение внутри человеческих останков.
Башни были вооружены достаточно слабо и использовались в основном как таможенные посты. Защитники башен часто пренебрегали своими воинскими обязанностями и сосредотачивались на контроле морской торговли и сборе различных налогов. Они также практиковали торговлю древесиной и сельским хозяйством на ближайших землях. Несмотря на то, что за оставление поста солдатам грозила ссылка на галеры, с течением времени башни пустели и разрушались. В связи с этим 17 мая 1612 года Сенат Генуи издал документ, согласно которому два года ссылки на галеры полагалось за:
- оставление в башне менее двух солдат на срок, превышавший на два дня отлучки для закупки продовольствия или получение жалования;
- игнорирование обязанности ежедневно обходить окрестности до и после захода солнца;
- наем солдатами местных жителей для дежурства в башне;
- непредоставление информации торговцам о безопасности маршрута;
- игнорирование обязанности хранить сигнальный огонь.

### Управление
Башни, при всей своей значимости для обороны острова, создавали проблемы для генуэзских властей, во-первых, ввиду их отдаленности друг от друга, что делало их хорошей мишенью для захватчиков, а во-вторых, из-за строительных дефектов. Для проведения периодических реконструкций Генуя была вынуждена ввести специальный налог для местных жителей.
С конца XVII века до 1768 года, когда остров перешел к Франции, количество башен неуклонно сокращалось. К выборам Паскаля Паоли в качестве лидера островитян, в 1755 году оставалось всего 22 исправных башни, при этом часть из них была оккупирована французскими войсками. Паскаль Паоли даже приказал в 1760 году начать новое строительство в военных целях, в частности была возведена сторожевая башня на вершине горы в Нонце, для контроля над заливом Сен-Флоран.
Продолжавшаяся партизанская война обернулась разрушением нескольких башен, в том числе Торра ди Тицца, Торра ди Калдану, Торра ди Солендзара и др. В ходе высадки британских войск в 1794 году были разрушены башни Санта-Мария-Кяпелла (на фото) и Мортелла. В конце XVIII века всего несколько башен остались неповрежденными.

### Архитектура
Генуэзские башни представляли собой каменные строения 12-17 м высотой и 8-10 м в диаметре. Иногда квадратной, но как правило круглой планировки, они всегда имели четыре уровня.
- Кладовая: подвал башни; использовалась для хранения продовольствия. Тут же хранились боеприпасы, находился резервуар с водой.
- Комната отдыха: первый этаж.
- Комната стражи: второй этаж.
- Терраса и бартизан на вершине башни: для наблюдения.

### Текущий статус
Ныне генуэзские башни представляют собой памятники истории и архитектуры. Из сотен построенных башен осталось только шестьдесят. В то время, как некоторые находятся в руинах, другие находятся в очень хорошем состоянии. Часть башен была объектом реставрационных работ, финансируемых в основном местными органами власти. К сожалению, нехватка финансов приводит к тому, что состояние башен ухудшается.

### Роль в истории
Под впечатлением от оборонительной системы, образованной генуэзскими башнями, и, в особенности, от Торра ди Мортелла в заливе Сен-Флоран, адмирал Нельсон предложил возводить подобные укрепления в британских владениях. В английской терминологии такие береговые башни получили наименование мартелло.

### Башни на островах Эльба и Капрайя
На острове Эльба сохранились две генуэзские башни:
- Торра ди Сан-Джованни-ин-Кампо (Марина-ди-Кампо), пизанского происхождения;
- Торра Марсиана-Марина (построена в XII веке для защиты от пиратских набегов).

На острове Капрайя сохранились три генуэзские башни:
- Торра дель Порту (1541)
- Торра делло Дзенобито (1545), расположенная на крайнем юге острова,
- Торра делле Барбичи (1699).

## Генуэзские мосты
Генуэзские мосты на Корсике были построены между XIII и XVIII веками, во время генуэзского господства. Количество этих мостов демонстрирует экономическую мощь Генуэзской республики в указанное время, поскольку мосты были основополагающими сооружениями для развития торговли и производства.

### Архитектура
Генуэзские мосты были построены из камня и в большинстве случаев имели один арочный пролёт. Строительство мостов на острове достигло пика в XV веке, когда генуэзская администрация решила развивать дорожную сеть в целях роста экономики острова и содействия обмену между изолированными общинами.
Кладка мостов демонстрирует их удивительную прочность. Их высота и расположение были рассчитаны на внезапные и временами разрушительные средиземноморские наводнения. Вдохновленные господством готики в период их строительства, эти мосты являют собой шедевры технологии и элегантности, что позволило некоторые из них включить в список исторических памятников.

### Расширение сети мостов после1778 года
Ширина мостов была первоначально запланирована (по старому стандарту) так, чтобы по нему могли пройти два навьюченных мула. С 1778 года началось расширение крупнейших мостов острова, а также восстановление разрушавшихся парапетов. Для этого мраморные панели были встроены в старое туфовое основание.
Наилучшим образом сохранились:
- Новый мост у коммуны Кастелло-ди-Ростино;
- Понте Леччиа у коммуны Морозалья;
- мост Франкарду у коммуны Омесса;
- мост на дороге между Тавиньяно и Альтиани.

### Текущее состояние мостов
В XX веке в связи с необходимостью обеспечить двухстороннее движение по маршруту Аяччо — Бастия мост Понте Леччиа был расширен.
В нескольких километрах вниз по течению реки Леччиа расположен самый известный генуэзский мост на Корсике — Понте Нову (муниципалитет Кастелло-ди-Ростино), зарегистрированный в качестве исторического памятника 20 июля 1928 года. 9 сентября 1943 года он был взорван, чтобы замедлить продвижение немецкой 90-й танковой дивизии, и был частично восстановлен в 2007—2008 годах.
На юге Корсики расположен мост между коммунами Тавиньяно и Альтиани, также объявленный историческим памятником 14 января 1977 года. На сегодняшний день он является пешеходным, а дорога перенесена ниже по течению реки Тавиньяно.
- Мост у коммуны Кастелло-ди-Ростино
- Основание моста у коммуны Кастелло-ди-Ростино
- Основание моста у коммуны Кастелло-ди-Ростино: виден туфовый парапет и мраморные панели